# Universidad Frederick

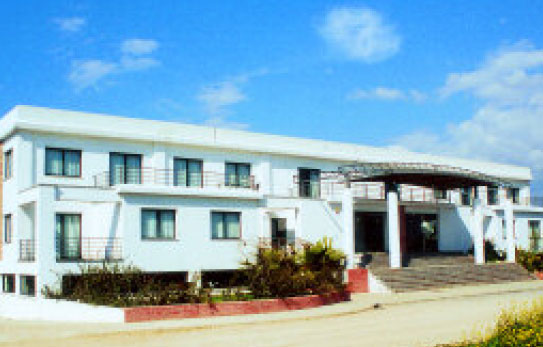
Campus de Limassol

La Universidad Frederick (en inglés: Frederick University) es una universidad privada Chipriota. Ubicada en Nicosia y Limassol, fue creada en 1965 bajo el nombre de Nicosia Technical and Economics School. No obtuvo su nombre presente solamente
en 2007.
Posee 6 facultades, cada una teniendo varios programas de licencia y curso de posgrado:
- Escuela de la arquitectura, de bellas artes y de artes aplicados
- Escuela de ciencias económicas y de la administración
- Escuela de la educación
- Escuela de la ingeniería y de las ciencias aplicadas
- Escuela de las ciencias de la salud
- Escuela de la humanidad y de ciencias sociales

Universidad Frederick (solo en inglés)
- Datos: Q1453031